# رون فيرغسون
رون فيرغسون (بالإنجليزية: Ron Ferguson)‏ (9 فبراير 1957 بأكرينجتون في المملكة المتحدة - ) هو لاعب كرة قدم بريطاني في مركز الهجوم. لعب مع سكونثورب يونايتد وشيفيلد وينزداي ونادي لوفيرواز وWavre Sports FC ‏ ودارلينجتون إف سى.